# Агури Сузуки
Вижте пояснителната страница за други личности с името Сузуки.
Агури Сузуки (на английски: Aguri Suzuki, правилно Судзуки) е пилот от Формула 1. Основател и собственик на тима от Формула 1 – Супер Агури Формула 1.

## Кариера
Във Формула 1 се е състезавал за следните тимове:
- Закспийд
- Лола-Ларус
- Футуърк
- Джордан Гран При
- Лижие